# Huszár–Purgly-kastély
A Huszár–Purgly-kastély a Nógrád vármegyei Keszegen található műemlék épület.

## Leírása
A kastély tulajdonképpen nem egy épület, hanem egy főépületből és két melléképületből álló épületegyüttes. A kastély szabadon álló, T alaprajzú, földszintes épület, kontytetővel, az utcai szárny mélységét átfogó, magasabb középrizalit fölött manzárdtetővel. Az utcai szárny egytraktusos, hátsó folyosóval. A helyiségek részben tükörboltozatosak, részben síkmennyezetesek. A hátranyúló udvari szárnyban csehsüveg–, donga–, tükörboltozatos és síkmennyezetes helyiségek. A kastély déli, utcai homlokzatához kétoldalt pilléres-kővázás kapuk, tovább a keleti kapuhoz kerítésfal kapcsolódik. A két melléképület hosszanti téglalap alaprajzú, földszintes, nyeregtetővel fedett. Az egyik, a nyugati telekhatáron áll, közvetlenül a kapu mellé építve. A másik, az egykori istálló és kocsiszín, a keleti telekhatáron, rövidebb homlokzatával a kerítésfalhoz csatlakozva. Helyiségeik síkfödémesek.

## Története
A kastélyt 1749-ben építtette barokk stílusban a falu földesura, baráthi Huszár József. 1833-ban Madách Mária Alexandra – Madách Imre nővére, – feleségül ment Huszár Józsefhez, s ettől kezdve a gyermek Madách a birtokon töltötte a nyarakat. A kastély már akkoriban festményekkel és míves bútorokkal volt berendezve, ezen felül pedig gazdag könyvtára is volt. Huszár József azonban 1841-ben meghalt, 6 évvel később pedig Madách Mária hozzáment Balogh Károlyhoz. Balogh az 1848–49-es forradalom és szabadságharc alatt Bem József seregében harcolva súlyosan megsérült. Amikor a hír elérkezett feleségéhez, ő azonnal útrakelt elsőszülött fiával együtt, de Marosszlatina határába érkezve 1849. július 1-jén román parasztok kegyetlenül meggyilkolták 15 éves fiával együtt. Mivel az ifjabb Józsefnek nem volt fiútestvére, a család egy másik ágából származó Huszár László örökölte a kastélyt.
1870 körül Huszár Károly kibővíttette a főépületet. Az 1890-es években itt töltötte gyermekkorát Huszár Aladár, későbbi budapesti főpolgármester és bátyja, Huszár Elemér politikus. Később apjuk halála után Elemér lett a kastély ura, aki aztán 1926-ban eladta azt Purgly Emil volt földművelésügyi miniszternek. Attól kezdve 1945-ig a Purgly család volt a birtokos. 1944 telét megszenvedte a falu, így a kastély és parkja is megrongálódott. Az évszázados ősfák később kipusztultak, a park északi részén pedig a környéken elesett szovjet katonák sírkertjét alakították ki, a kastély önkormányzati tulajdonba került.
A rendszerváltás idején az épület már meglehetősen leromlott állapotban volt. 2007-ben elkezdték a felújítását, 2011-ig a homlokzat és a tetőszerkezet felújítása történt meg, majd a munkálatok leálltak.